# Bredia sinensis
Bredia sinensis là một loài thực vật có hoa trong họ Mua. Loài này được (Diels) H.L. Li mô tả khoa học đầu tiên năm 1944.